# 帶紋脊蕊夜蛾
帶紋脊蕊夜蛾（学名：Lophoptera vittigera）为夜蛾科脊蕊夜蛾屬下的一个种。